# Bogusław Ier de Poméranie
Pour les articles homonymes, voir Bogusław.
Bogusław Ier de Poméranie (en polonais Bogusław I, en allemand Bogislaw I.) est né vers 1130 et mort le 18 mars 1187. Il est duc de Szczecin avant de devenir duc de Poméranie occidentale. Il est le fils de Warcisław Ier de Poméranie et le frère de Casimir Ier de Poméranie.

## Biographie
À la mort de leur oncle Racibor Ier vers 1155, Bogusław et Casimir héritent de la Poméranie occidentale qu’ils se partagent vers 1160 : le duché de Szczecin pour Bogusław, le duché de Demmin pour Casimir. Après le décès de Casimir en 1180, Bogusław réunifie la Poméranie occidentale[réf. nécessaire].
En 1164, le duc de Saxe Henri le Lion et le roi Valdemar Ier de Danemark envahissent la Poméranie. Le 5 juillet 1164, près de Demmin, Bogusław remporte une première bataille contre les agresseurs, au prix de lourdes pertes. Son armée est finalement vaincue par les hommes du burgrave Gosselin Ier de Schwerin. Demmin, la capitale de Casimir Ier est perdue et incendiée. Bogusław est repoussé au-delà de la rivière Peene. Casimir est contraint de devenir le vassal d’Henri le Lion et d’offrir son territoire habité par la tribu des Circipani (appartenant au peuple des Vélètes). Il reconnaît l’autorité de l’évêque de Schwerin sur cette région. Vis-à-vis du Danemark, Bogusław et Casimir s’engagent à empêcher toute attaque de pirates poméraniens contre le littoral danois. En 1168, Bogusław et Casimir prennent part à l’expédition militaire de Valdemar contre les habitants païens de l’île de Rügen[réf. nécessaire].
De 1170 à 1174, une guerre oppose la Poméranie au Danemark. Elle se termine par un armistice. Se cherchant des alliés, Bogusław revient vers la Pologne. En 1174, son fils Racibor épouse Salomé, la fille de Mieszko III le Vieux. Après le décès de sa première femme danoise, Bogusław épouse en 1177 Anastasie, une autre fille de Mieszko III le Vieux. La destitution de celui-ci et son remplacement par Casimir II le Juste met un terme très rapidement à l'alliance avec la Pologne[réf. nécessaire].
En 1180, Frédéric Barberousse dépouille son rival Henri le Lion de la Saxe et de la Bavière, et le fait mettre au ban du Saint-Empire romain germanique. Alliés d’Henri, Bogusław et Casimir participent aux combats, ce qui coûte la vie à ce dernier. Bogusław réunifie la Poméranie occidentale sous son autorité. La chute d’Henri le Lion prive Bogusław d’un précieux allié face aux Danois. Ne pouvant compter sur une aide de la Pologne, Bogusław reconnaît la suzeraineté de l’empereur Frédéric Barberousse en 1181. La Pologne perd le contrôle de cette région[réf. nécessaire].
En 1184, encouragé par l’empereur, Bogusław met sur pied une grande flotte et lance une offensive contre l’île de Rügen, devenue un fief danois. Cette attaque est un échec complet. Sa flotte est détruite par Absalon. En représailles, les Danois lancent plusieurs attaques contre la Poméranie, détruisant les bourgs et les villages, progressant vers Kamień Pomorski. Ne pouvant empêcher les Danois d’avancer, Bogusław capitule. En 1185, il rend un hommage de vassalité au roi Knut VI de Danemark et s’engage à lui payer un tribut. Jusqu’à sa mort, il restera un fidèle allié du Danemark[réf. nécessaire].
Lorsqu’il meurt en 1187, ses deux fils (Bogusław et Casimir) sont trop jeunes pour régner. Leur suzerain, le roi Knut VI de Danemark confie l’administration du duché à Warcisław Świętoborzyc, le castellan de Szczecin. En réalité, Anastasie gouverne le duché (jusqu’en 1208). Jaromar Ier de Rügen, à la demande de Knut VI, devient le protecteur des deux jeunes ducs[réf. nécessaire].

## Unions et descendance
Bogusław Ier épouse en premièrte noce Walburge de Danemark († 1177), qui lui donne 3 enfants [réf. nécessaire]:
- Racibor (pl) (? - 1183)
- Warcisław (pl) (? - 1184/1185)
- Dobrosława (pl) (? - 1226), épouse de Boleslas de Cujavie

Il épouse ensuite Anatasie de Pologne, fille de Mieszko III le Vieux, duc princeps de Pologne, qui lui donne 2 enfants [réf. nécessaire]:
- Bogusław II (1178/1184 - 1220/1221) duc de Poméranie-Szczecin
- Casimir II (v.1179 - 1219) duc de Poméranie-Demmin